# Фридрих Саксен-Мейнингенский
Фридрих Иоганн Бернгард Герман Генрих Мориц Саксен-Мейнингенский (нем. Friedrich Johann Bernhard Hermann Heinrich Moritz von Sachsen-Meiningen; 12 октября 1861, Майнинген — 23 августа 1914, под Тарсьеном в Бельгии) — принц Саксен-Мейнингенский, генерал-лейтенант прусской армии.

## Биография
Фридрих — сын герцога Саксен-Мейнингена Георга II и его второй супруги Феодоры Гогенлоэ-Лангенбургской, дочери князя Эрнста I Гогенлоэ-Лангенбургского. Его старший брат Бернхард III стал последним герцогом Саксен-Мейнингенским.
Принц Фридрих учился в Боннском университете, что необычно для принца, он отказался содержать лошадь и экипаж. В университете из-за своего королевского статуса он был членом эксклюзивного студенческого дуэльного корпуса «Боруссия». Хотя будущий германский император Вильгельм II был видным членом, принц Фридрих не был активен в группе, редко посещая собрания, вместо этого предпочитая избегать светской жизни, чтобы сосредоточиться на своих исследованиях. Он едва избежал серьезной травмы в Бонне, когда реторта взорвалась рядом с ним, в ходе химического эксперимента.
После окончания учебы принц Фридрих поступил на военную службу. Как и в университете, будучи лейтенантом в Страсбурге, он не был активным членом общества, сосредоточившись на изучении артиллерии. Он был повышен до полковника в 1902 году, бригадного генерала в 1907 году и генерал-майора в 1910 году, прежде чем уйти в отставку из армии в 1913 году. Фридрих служил в германской армии в звании генерал-лейтенанта. и командовал 39-й резервной пехотной бригадой в Ганновере.
24 апреля 1884 года в Нойдорфе Фридрих женился на Аделаиде Липпе-Бистерфельдской, дочери графа Эрнста Липпе-Бистерфельдского и сестре последнего князя Липпе.
С началом Первой мировой войны в 1914 году принц Фридрих, несмотря на то, что незадолго до этого сломал руку, вернулся на службу.
Фридрих погиб в бою в бельгийском Тарсьене, получив ранение от разорвавшейся гранаты, когда выходил из дома, который он использовал в качестве наблюдательного пункта.. Его тело было доставлено в Коллегию Святого Сердца в Шарлеруа, где его забальзамировали. Похоронен на Парковом кладбище в Майнингене. Его второй сын, Эрнст Леопольд, погиб за 6 дней до смерти отца.
Американский скульптор, Моисей Иезекииль создал его бюст.

## Потомки
- Феодора (29 мая 1890 — 12 марта 1972), замужем за великим герцогом Вильгельмом Эрнстом Саксонским (1876—1923)
- Аделаида (16 августа 1891 — 25 апреля 1971), замужем за принцем Адальбертом Прусским (1884—1948)
- Георг (11 октября 1892 — 6 января 1946), глава Саксен-Мейнингенского дома, женат на графине Кларе Марии фон Корф (1895—1992)
- Эрнст (23 сентября 1895 — 17 августа 1914), погиб в Первой мировой войне.
- Луиза (13 марта 1899 — 14 февраля 1985), замужем за бароном Гёцем фон Вангенхеймом (1895—1941). Её дочь Карина (1937—2019), известная немецкая актриса.
- Бернхард (30 июня 1901 — 4 октября 1984), глава Саксен-Мейнингенского дома, женат на Марго Грёслер (род. 1911, развод в 1947 году), затем на баронессе Вере Шеффер фон Бернштейн (1914—1994)